# Aparri
Aparri ist eine Stadtgemeinde in der philippinischen Provinz Cagayan, zu der auch die nördlich gelegene Insel Fuga von den Babuyan-Inseln gehört. Die Gemeinde liegt im Norden der Provinz und an der Mündung des Cagayan, dem längsten Fluss des Landes. Im Jahr 2015 hatte Aparri 65.649 Einwohner. 
Von der Gemeinde wird Fuga Island aus verwaltet. Eine bedeutende Bildungseinrichtung in der Gemeinde ist die Cagayan State University.
Aparri war um 1400 ein japanischer Handelsplatz.
Aparri ist in die folgenden 42 Baranggays aufgeteilt:
| - Backiling - Bangag - Binalan - Bisagu - Bukig - Bulala Norte - Bulala Sur - Caagaman - Centro 1 - Centro 2 - Centro 3 - Centro 4 - Centro 5 - Centro 6 | - Centro 7 - Centro 8 - Centro 9 - Centro 10 - Centro 11 - Centro 12 - Centro 13 - Centro 14 - Centro 15 - Dodan - Fuga Island - Gaddang - Linao - Mabanguc | - Macanaya - Maura - Minanga - Navagan - Paddaya - Paruddun Norte - Paruddun Sur - Plaza - Punta - San Antonio - Tallungan - Toran - Sanja - Zinarag |